# 1505 w muzyce
Wydarzenia muzyczne w 1505 roku.

## Zmarli
- data dzienna nieznana: 
  - Adam von Fulda, niemiecki kompozytor i teoretyk muzyki okresu renesansu (ur. ok. 1445)
  - Jacob Obrecht, flamandzki kompozytor okresu renesansu (ur. ok. 1457)